# Pauline Carton
Pour les articles homonymes, voir Carton.
Pauline Carton, nom de scène de Pauline Aimée Biarez, née le 4 juillet 1884 à Biarritz et morte le 17 juin 1974 à Paris 16e, est une comédienne, chanteuse et auteure de théâtre et de cinéma française.
Pauline Carton est surtout connue pour les rôles de soubrette, de concierge ou de mégère dans lesquels elle excellait.

## Biographie
Connue pour ses rôles de bonnes et son accent populaire, Pauline Carton vient pourtant d'une famille bourgeoise. Elle est la petite-fille de Paul Mathieu Laurent, dit Laurent de l'Ardèche, un libre-penseur adepte du saint-simonisme, et la fille d'un ingénieur diplômé de l'École centrale des arts et manufactures (promotion ECP 1860) exerçant des fonctions importantes dans les chemins de fer, particulièrement en Espagne, et bras droit du baron Haussmann. Son frère, Auguste Biarez, ingénieur centralien comme son père (promotion 1898), est le mari d'Hélène Ferrié, la sœur du général Gustave Ferrié, savant et inventeur français dans le domaine de la télégraphie sans fil (TSF). Elle étudie au lycée Molière à Paris.
Si Pauline Carton n'a jamais été mariée, on lui connaît une liaison avec le poète et écrivain genevois Jean Violette. Elle le rencontre en 1914 et, s'ils restent ensemble jusqu'au décès de ce dernier en 1964, elle refuse de se marier, même après le divorce de Jean Violette, et elle n'a pas d'enfants. Elle est une grande amie de Sacha Guitry qui l'apprécie pour sa culture et son intelligence, et la surnomme sa « bibliothèque ambulante ». La secrétaire de Sacha Guitry raconte que Pauline Carton se plaignait que, par amitié pour elle, il lui versait des cachets bien trop élevés pour la modestie de ses rôles. Il lui arriva même de renvoyer à Guitry une liasse de billets de mille francs à moitié brûlés afin qu’il comprenne qu’elle n’avait pas besoin de telles sommes pour vivre et que sa plus belle rétribution était de pouvoir figurer dans les pièces du maître.
Contrairement aux rôles de servante qu’on lui confie souvent, elle a horreur des contraintes domestiques et des tâches ménagères. À la mort de sa mère, dont elle est très proche, elle s'installe à l'hôtel Saint-James et d'Albany, au 202 rue de Rivoli dans le 1er arrondissement de Paris, en face du jardin des Tuileries où elle aime se promener. L'été, elle séjourne souvent entre Menton, Nice et la villa le Carillon à Saint Raphaël dans le Var.
Pauline Carton meurt le 17 juin 1974 dans le 16e arrondissement de Paris. Elle a fait don de son corps à la science, et au même titre que Bernard Blier notamment, une plaque lui rend ainsi hommage au cimetière parisien de Thiais.

### Théâtre
Elle s'engage très jeune dans le théâtre, jouant devant sa famille et ses amis. Une passion partagée par sa mère qui l'emmène presque tous les jours au théâtre. Elle réussit à se faire engager sans aucune expérience et sans rémunération — pour le seul plaisir d'être sur scène — en 1904 dans la pièce de Pierre Wolff, Le Ruisseau. Elle y est une fille de petite vertu dont elle utilise le nom pour la scène.

### Chanson
Pauline Carton participe à des revues de music-hall et joue dans des opérettes. C'est dans l'une d'elles, Toi, c'est moi, d'Henri Duvernois et Moisés Simóns, qu'elle lance un tube en chantant Sous les palétuviers (1934) en duo avec René Koval. Elle enregistre son premier disque en 1972, J'ai un faible pour les forts. Elle joue également du piano.

### Cinéma

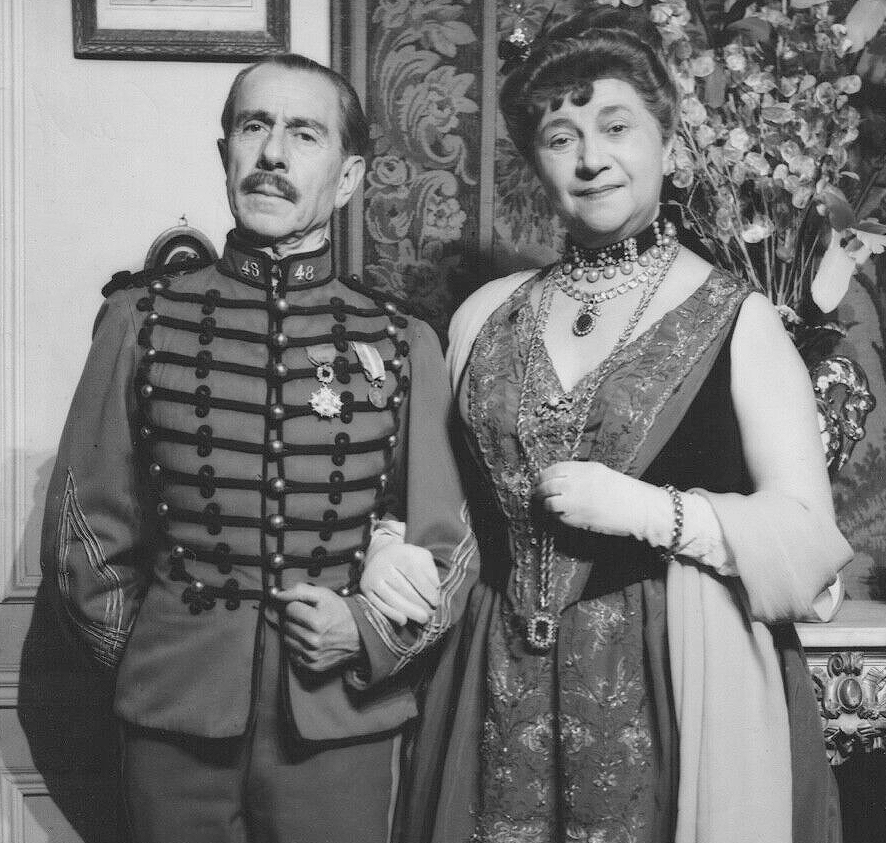
Avec Frédéric Duvallès dans Le Tampon du capiston.

Pauline Carton débute au cinéma en 1907 dans des seconds rôles dont elle fait sa spécialité. On la voit dans Blanchette (1921), de René Hervil, Feu Mathias Pascal (1926), de Marcel L'Herbier, Éducation de prince (1927), d'Henri Diamant-Berger, Le Sang d'un poète (1930), de Jean Cocteau et dans Nuits de princes (1938), de Vladimir Strijevski.
Le passage du muet au parlant n'interrompt pas sa carrière et elle continue de jouer des rôles de soubrette, de concierge ou de mégère. Elle s'exprime d'une voix très particulière, avec des intonations très parigotes. À partir de 1927, Sacha Guitry, dont elle devient la confidente et la chargée de casting non officielle, lui offre un rôle dans 22 de ses films dont : Bonne chance (1935), Le Nouveau Testament (1936), Mon père avait raison (1936), Le Roman d'un tricheur (1936), Désiré (1937), Le Mot de Cambronne (1937), Quadrille (1938), La Poison (1951), ou encore Assassins et Voleurs (1957). Sacha Guitry fait d'elle sa secrétaire chargée des recherches historiques pour le tournage de ses films d'époque. Des lettres montrent qu'elle critiquait aussi ses mises en scène au théâtre avec son assentiment.
Elle joue pour Abel Gance dans Le Roman d'un jeune homme pauvre (1935) et Louise (1939), pour Max Ophüls dans Sans lendemain (1940), pour Henri-Georges Clouzot dans Miquette et sa mère (1950), et Ken Annakin dans Le Jour le plus long (1962).
Elle a tourné dans plus de 250 films.

## Humour
Pauline Carton avait beaucoup d'humour, plutôt caustique, et d'autodérision, en témoignent ses deux livres, Les Théâtres de Carton, paru en 1938, Histoires de cinéma, en 1958. Évoquant sa décision de faire don de son corps à la faculté de médecine elle a précisé : « Je ne peux pas dire que je ferai un beau cadeau aux étudiants. J'ai même pensé à me faire tatouer autour du cou, « Tant pis pour vous ! » ». Marthe Mercadier l'a entendu dire : « Quand j'étais jeune, j'avais le visage lisse et des robes plissées, maintenant, c'est le contraire »

## Témoignages
« Guitry l'envoyait voir les pièces des autres ; lui ne pouvait pas les voir : il jouait. C'est ainsi qu'elle lui avait récité par cœur le premier acte de Fric-Frac, en ne l'ayant vu qu'une seule fois ! Quelle mémoire prodigieuse ! […] Pauline Carton, en plus de sa mémoire d'éléphant, avait un esprit rare. Sacha l'employait aussi pour préparer sa documentation à la Bibliothèque nationale. À l'occasion, il la chargeait de missions de confiance. Ensuite, point par point, elle lui faisait son compte rendu détaillé ! C'est ainsi que Sacha recrutait les acteurs et se tenait au courant de tout. J'ajoute au sujet de Pauline qu'elle était d'un niveau supérieur, tant au niveau culturel qu'intellectuel. Trop souvent, elle était cantonnée dans les rôles de bonnes : peut-être avait-elle l'âme d'un premier rôle, sans en avoir malgré tout le physique. »

— Arletty, Arletty ou la Liberté d'être

## Filmographie

### Années 1900, 1910 et 1920
- 1907 : Le Millième Constat de Henri Fescourt[12]
- 1912 : La Petite Fonctionnaire de Georges Denola
- 1915 : La Fille du Boche d'Henri Pouctal
- 1920 : Les Étrennes à travers les âges de Pierre Colombier (court métrage)
- 1921 : Blanchette de René Hervil : la vieille dame
- 1921 : Le Père Goriot de Jacques de Baroncelli d'après le roman d'Honoré de Balzac : mademoiselle Michonneau.
- 1922 : La Femme de nulle part de Louis Delluc
- 1923 : Château historique de Henri Desfontaines : la tante Chloé
- 1923 : Par habitude court métrage d'Henri Diamant-Berger
- 1925 : Le Bossu de Jean Kemm
- 1926 : Feu Mathias Pascal de Marcel L'Herbier : la tante Scholastique
- 1926 : La Tournée Farigoule -Film inédit et inachevé- de Marcel Manchez : la poétesse
- 1926 : Le P'tit Parigot tourné en 6 époques, de René Le Somptier : la tante Prudence
- 1927 : La Petite Fonctionnaire de Roger Goupillières : Mme Lebardin
- 1927 : Éducation de prince de Henri Diamant-Berger : la concierge
- 1927 : Yvette de Alberto Cavalcanti : Clémence, la bonne
- 1928 : Miss Edith, duchesse de E.B. Donatien : Marie, la vieille dame
- 1928 : La Ronde infernale de Luitz-Morat
- 1929 : L'Arpète de E.B. Donatien : la concierge

### Années 1930
- 1930 : Mon gosse de père de Jean de Limur : la concierge (Premier "parlant")
- 1930 : Le Sang d'un poète moyen métrage de Jean Cocteau : la dresseuse d'enfants
- 1931 : Le Blanc et le Noir de Robert Florey et Marc Allégret : Mary, la bonne
- 1931 : L'Amour à l'américaine de Claude Heymann : Pauline
- 1931 : Faubourg Montmartre de Raymond Bernard : Tante Aurélie
- 1931 : La Voie du bonheur de Léo Joannon
- 1931 : Cendrillon de Paris de Jean Hémard
- 1932 : Seul court métrage de Jean Tarride : Mme Frutte
- 1932 : Criminel de Jack Forrester
- 1932 : Mon curé chez les riches de E.B. Donatien : la bonne
- 1932 : Bouton d'or court métrage de Andrew F. Brunelle : Mme Dutois
- 1932 : Suzanne de Raymond Rouleau et Léo Joannon : Mme Batonné
- 1932 : Ce cochon de Morin de Georges Lacombe : Mme Morin
- 1933 : L'abbé Constantin de Jean-Paul Paulin : Pauline
- 1933 : Deux Picon-grenadine court métrage de Pierre-Jean Ducis
- 1933 : Mission secrète court métrage de Jean-Louis Bouquet : Mme Dupont
- 1933 : Âme de clown de Marc Didier et Yvan Noé
- 1933 : Du haut en bas de Georg-Wilhelm Pabst : la couturière
- 1934 : Miquette et sa mère de Henri Diamant-Berger : Mlle Poche
- 1934 : Les Hommes de la côte de André Pellenc
- 1934 : Le Petit Jacques de Gaston Roudès : Mlle Julie
- 1934 : Piano à vendre court métrage de René Jayet : la concierge
- 1934 : Ces messieurs de la Santé de Pierre Colombier : Mme Génissier
- 1934 : Itto de Jean-Benoît Lévy et Marie Epstein : la tante Anna
- 1934 : Les Misérables, en trois époques de Raymond Bernard : Mlle Gillenormand
- 1934 : Taxi de minuit ou Deux contre un court métrage d'Albert Valentin
- 1935 : L'École des cocottes de Pierre Colombier : Mme Bernous
- 1935 : American bar court métrage de Andrew F. Brunelle
- 1935 : Faut pas l'contrarier court métrage de Raymond Baty
- 1935 : Nous ne sommes plus des enfants de Augusto Genina
- 1935 : Une nuit de noces de Georges Monca et Maurice Kéroul
- 1935 : Train de plaisir de Léo Joannon  : la concierge
- 1935 : Le Roman d'un jeune homme pauvre d'Abel Gance : Mlle Aubry, la parente pauvre
- 1935 : Ferdinand le noceur de René Sti : Mme Paturin
- 1935 : Bonne chance ! de Sacha Guitry et Fernand Rivers : la mère de Marie
- 1935 : Dîner de gala aux ambassadeurs court métrage de Sacha Guitry : elle-même
- 1936 : Mon père avait raison de Sacha Guitry : Marie Gagnon, la servante
- 1936 : Le Roman d'un tricheur Sacha Guitry : Mme Moriot, la tante
- 1936 : Le Mioche ou "Papa Prosper" de Léonide Moguy : Mlle Clotilde, l'institutrice
- 1936 : À louer, meublé court métrage de Jacques de Casembroot et Gilbert de Knyffe
- 1936 : Le Cauchemar de monsieur Berignon court métrage de Marcel Paulis et Raymond Robert : la tante de province
- 1936 : Irma Lucinde, voyante court métrage de Claude Orval : Mme Brindebois
- 1936 : Mademoiselle Mozart de Yvan Noé : Annette la bonne
- 1936 : Le Nouveau Testament de Sacha Guitry : Mlle Morot
- 1936 : Tarass Boulba de Alexis Granowsky : la gouvernante
- 1936 : Toi, c'est moi de René Guissart : Honorine Guibert
- 1936 : Œil de lynx, détective de Pierre-Jean Ducis
- 1937 : Ne tuez pas Dolly court métrage de Jean Delannoy
- 1937 : Les Dégourdis de la 11e de Christian-Jaque : Hortensia
- 1937 : Les Anges noirs de Willy Rozier : la servante
- 1937 : Vous n'avez rien à déclarer ? de Léo Joannon : Angèle Papillot
- 1937 : Courrier Sud de Pierre Billon : Mathilde
- 1937 : À Venise, une nuit de Christian-Jaque : la concierge
- 1937 : La Belle de Montparnasse de Maurice Cammage : Mme Ponbichot
- 1937 : Boissière de Fernand Rivers : Estelle
- 1937 : La Citadelle du silence de Marcel L'Herbier : une logeuse
- 1937 : Gribouille de Marc Allégret : l'autre Nathalie Roguin
- 1937 : Mon député et sa femme de Maurice Cammage
- 1937 : Le Mot de Cambronne court métrage de Sacha Guitry : la préfète
- 1937 : Les Perles de la couronne de Sacha Guitry et Christian-Jaque : une bonne
- 1937 : La Maison d'en face de Christian-Jaque : Aglaé
- 1937 : Désiré de Sacha Guitry : Adèle, la cuisinière
- 1937 : La Fille de la Madelon de Georges Pallu et Jean Mugeli : la marquise de Sérignan
- 1937 : Monsieur Breloque a disparu de Robert Péguy
- 1938 : Remontons les Champs-Élysées de Sacha Guitry
- 1938 : Le Plus Beau Gosse de France ou "Le mari de la reine" de René Pujol : la crémière
- 1938 : La Présidente de Fernand Rivers
- 1938 : Nuits de princes de Vladimir Strijewski : Mlle Mesureux
- 1938 : Conflit ou Les deux sœurs Garnier de Léonide Moguy : Pauline
- 1938 : Les Gaietés de l'exposition d'Ernest Hajos : la logeuse
- 1938 : La Belle Revanche de Paul Mesnier : Mme Bouchot
- 1938 : Le Cœur ébloui de Jean Vallée : Mme Morin
- 1938 : Un fichu métier de Pierre-Jean Ducis : Adrienne
- 1938 : Paix sur le Rhin de Jean Choux : Anna, la servante
- 1938 : Quadrille de Sacha Guitry : la domestique
- 1938 : La Marraine du régiment de Gabriel Rosca : Félicité
- 1939 : Gardons notre sourire (Ersatz et kommandantur) de Gaston Schoukens en Belgique : Florence
- 1939 : Ma tante dictateur de René Pujol : Eugénie, la bonne
- 1939 : Vous seule que j'aime de Henri Fescourt : Sidonie Dupont, la directrice du pensionnat
- 1939 : Louise de Abel Gance : la première
- 1939 : Mon oncle et mon curé de Pierre Caron : Hortense
- 1939 : L'Étrange Nuit de Noël de Yvan Noé : Anna
- 1939 : Ils étaient neuf célibataires de Sacha Guitry : Clémentine
- 1939 : Mobilisation 39 de Arthur Porchet : Tante Rose
- 1939 : Sur le plancher des vaches de Pierre-Jean Ducis : Mme Noblesse, la femme de ménage
- 1939 : Narcisse de Ayres Aguiar

### Années 1940
- 1940 : Sans lendemain de Max Ophüls : la bonne
- 1941 : La Troisième Dalle de Michel Dulud : Mme Barbaroux
- 1941 : Six Petites Filles en blanc d'Yvan Noé
- 1942 : La Neige sur les pas d'André Berthomieu : la directrice de la pension de famille
- 1942 : La Belle Aventure, de Marc Allégret : Jeantine
- 1942 : L'Amant de Bornéo de Jean-Pierre Feydeau, René Le Hénaff : Agathe
- 1942 : Manouche, jeunesse d'aujourd'hui de Fred Surville, Robert Vernet et H. Wyden : Prudence
- 1942 : La Prière aux étoiles film resté inachevé de Marcel Pagnol : Fernande, la mère de Florence
- 1942 : Tobie est un ange film détruit de Yves Allégret : la diseuse de bonne aventure
- 1943 : La Famille Durambois au comptoir Suisse court métrage de André-Louis Béar
- 1944 : Marie-Louise de Leopold Lindtberg : Mme Gilles
- 1947 : Les Amants du pont Saint-Jean de Henri Decoin : Tante Marguerite
- 1947 : Bonjour le monde court métrage de Jean-Jacques Méhy : elle-même
- 1947 : Tierce à cœur de Jacques de Casembroot : Marguerite
- 1948 : Blanc comme neige de André Berthomieu : Mme Potinel
- 1948 : L'Armoire volante de Carlo Rim : Mme Ovide
- 1948 : Le Diable boiteux de Sacha Guitry : la chiromancienne
- 1948 : Le Comédien de Sacha Guitry : Élise
- 1948 : L'Ombre d'André Berthomieu : la concierge
- 1949 : Marlène de Pierre de Hérain : la vieille dame
- 1949 : Barry de Richard Pottier et Karl Anton : la mère Culloz
- 1949 : Aux deux colombes de Sacha Guitry : Angèle
- 1949 : Branquignol de Robert Dhéry : l'astiqueuse de cloches
- 1949 : Je n'aime que toi de Pierre Montazel : Aurélie
- 1949 : Ronde de nuit de François Campaux : une concierge
- 1949 : Un juré bavard court métrage de Henri Verneuil
- 1949 : Trente Troisième chambre court métrage de Henri Verneuil : la plaignante

### Années 1950
- 1950 : Amédée de Gilles Grangier : Tante Eugénie
- 1950 : Menace de mort de Raymond Leboursier : Mme Auguste
- 1950 : Le 84 prend des vacances de Léo Joannon : Pauline
- 1950 : Tête blonde de Maurice Cam : la concierge de Claire
- 1950 : Le Trésor de Cantenac de Sacha Guitry : Eulalie
- 1950 : Miquette et sa mère de Henri-Georges Clouzot : Perrine
- 1950 : Le Rosier de madame Husson de Jean Boyer : Mme Virginie Pastouret
- 1950 : Le Tampon du capiston de Maurice Labro : Hortense Reverchon
- 1950 : Au fil des ondes de Pierre Gautherin : une apparition
- 1950 : Minne, l'ingénue libertine de Jacqueline Audry
- 1951 : Cœur-sur-Mer de Jacques Daniel-Norman : Apolline Meunier
- 1951 : La Poison de Sacha Guitry : la mercière
- 1951 : Descendez on vous demande de Jean Laviron : Ursule, la bonne
- 1951 : Ma femme est formidable de André Hunebelle : la concierge
- 1951 : Le Vrai Coupable de Pierre Thévenard : la concierge
- 1952 : Je l'ai été trois fois de Sacha Guitry : l'habilleuse
- 1952 : A qui le bébé? court métrage de Henri Verneuil
- 1952 : En suivant le même chemin court métrage de Léo Sevestre
- 1952 : La Fille au fouet de Jean Dréville et René Le Hénaff : la bonne
- 1952 : Bon pour le service court métrage de Jacques Schiltz
- 1953 : La Pocharde de Georges Combret
- 1953 : Frères inférieurs court métrage de Pierre Foucaud : voix
- 1953 : Soyez les bienvenus ou "L'autocar en folie" de Pierre Louis : une apparition
- 1953 : La Vie d'un honnête homme de Sacha Guitry : la patronne de l'hôtel
- 1953 : Carnaval de Henri Verneuil : Toinette
- 1953 : Le Chasseur de chez Maxim's de Henri Diamant-Berger : Madame Sophie, la couturière et mère de Lise
- 1953 : Monsieur Taxi de André Hunebelle : la tante de Lily
- 1954 : Si Versailles m'était conté... de Sacha Guitry : La Voisin
- 1955 : Napoléon de Sacha Guitry : une aubergiste
- 1955 : Les Fruits de l'été de Raymond Bernard : Mélanie
- 1955 : On déménage le colonel de Maurice Labro : la femme du brigadier
- 1955 : Pas de souris dans le bizness de Henri Lepage : la concierge
- 1955 : Les deux font la paire d'André Berthomieu ou "Le mort en fuite" de André Berthomieu : la concierge
- 1955 : Votre beauté mesdames court métrage de André Persin
- 1956 : Les Insoumises de René Gaveau : Hortense, la bonne
- 1956 : Zaza de René Gaveau : Mme Anaïs
- 1956 : Si Paris nous était conté de Sacha Guitry : une bouquiniste
- 1956 : Baratin de Jean Stelli
- 1956 : Les carottes sont cuites de Robert Vernay : Pauline, une amie fidèle des "Boyer"
- 1956 : Ces sacrées vacances de Robert Vernay : la propriétaire
- 1956 : Rencontre à Paris de Georges Lampin : la salutiste
- 1956 : Le Chanteur de Mexico de Richard Pottier : la tante de Cricri
- 1956 : Mon curé chez les pauvres d'Henri Diamant-Berger : Valérie
- 1957 : Assassins et Voleurs de Sacha Guitry : la refoulée
- 1957 : Les trois font la paire de Sacha Guitry et Clément Duhour : Evelyne Bernard, la femme du commissaire
- 1957 : Ah ! Quelle équipe de Roland Quignon : une voisine
- 1957 : Fric-frac en dentelles de Guillaume Radot : Mme Latouche
- 1957 : Le Coin tranquille de Robert Vernay : la chef des choristes
- 1958 : À pied, à cheval et en spoutnik de Jean Dréville : Marie
- 1958 : La Vie à deux de Clément Duhour : Mme Vattier
- 1958 : En bordée de Pierre Chevalier : l'hôtelière
- 1958 : Les Gaîtés de l'escadrille de Georges Péclet : la bonne du dentiste
- 1959 : Brigade des mœurs de Maurice Boutel : la marieuse
- 1959 : Messieurs les ronds-de-cuir d'Henri Diamant-Berger : la vieille Ida
- 1959 : Vous n'avez rien à déclarer ? de Clément Duhour : la servante

### Années 1960 et 1970
- 1960 : Business de Maurice Boutel : Clotilde
- 1960 : Interpol contre X de Maurice Boutel : Louise Belloy
- 1960 : La mort n'est pas à vendre d'André Desteumaux
- 1960 : L'Art culinaire à travers les âges court métrage de Jean-Marie Isnard
- 1962 : La Fille du torrent de Hans Herwig : la bonne
- 1962 : Le Jour le plus long (The Longest Day) de Ken Annakin, Andrew Marton, Bernhard Wicki : la femme de Louis
- 1965 : Humour noir (Umorismo in nero), film à sketches, épisode La Bestiole de Claude Autant-Lara : la Rapet
- 1970 : Clodo de Georges Clair : la concierge
- 1974 : La Rose du bonheur de Claude Chamois

### Télévision
- 1959 : Les Maris de Léontine d'André Leroux
- 1961 : Enlevez-moi d'Henri Spade
- 1966 : L'École des cocottes de Roger Iglésis
- 1966 : Règlements de comptes épisode de Allô Police de Pierre Goutas
- 1967 : Au théâtre ce soir : Des enfants de cœur de François Campaux, mise en scène Christian-Gérard, réalisation Pierre Sabbagh, Théâtre Marigny : Mme Guibert
- 1967 : L'Homme aux cheveux gris de Max Leclerc
- 1967 : Au théâtre ce soir : Mon bébé de Maurice Hennequin d'après Baby Mine de Margaret Mayo, mise en scène Jacques-Henri Duval, réalisation Pierre Sabbagh, Théâtre Marigny : Mme Petitpont
- 1967 : Les Sept de l'escalier B feuilleton en 25 épisodes de 13 min de Georges Régnier
- 1971 : Au théâtre ce soir : La Voyante d'André Roussin, mise en scène de l'auteur, réalisation Pierre Sabbagh, Théâtre Marigny : Rosa, la voyante
- 1974 : À bout portant : Pauline Carton documentaire de Maurice Sciandra : elle-même

## Radio
Elle interprète le personnage de la « maharané » du Sama Kutra (Pauline IV puis Pauline V) dans le feuilleton radiophonique Signé Furax en 1951-1952 sur la Chaîne parisienne de la RTF, puis de 1956 à 1960 sur Europe no 1.

## Théâtre
- 1919 : Le Coup de Jarnac de Henry de Gorsse et Maurice de Marsan, Théâtre de la Scala[13]
- 1920 : Les Potaches de André Mouëzy-Éon et Alfred Machard, Théâtre de la Scala[14]
- 1922 : L'Abbé Constantin d'Hector Crémieux et Pierre Decourcelle, Comédie-Française
- 1923 : Romance de Robert de Flers et Francis de Croisset d'après Edward Sheldon, Théâtre de l'Athénée
- 1923 : Le Petit Choc opérette en 3 actes de Paul-Louis Flers, musique Joseph Szulc, Théâtre Daunou
- 1924 : La Guitare et le jazz-band d'Henri Duvernois et Robert Dieudonné, Théâtre des Nouveautés
- 1924 : Chifforton d'André Birabeau, Théâtre des Nouveautés
- 1927 : Ventôse de Jacques Deval, mise en scène René Rocher, Comédie Caumartin
- 1927 : Désiré de Sacha Guitry, Théâtre Édouard VII
- 1928 : Le Cercle de William Somerset Maugham, mise en scène Lugné-Poe, Théâtre de l'Œuvre
- 1929 : Topaze de Marcel Pagnol pour la tournée Karsenty, la baronne Pitart-Vergniolles[15]
- 1932 : Le Cercle de William Somerset Maugham, mise en scène Lugné-Poe, Théâtre de l'Œuvre
- 1933 : Teddy and Partner d'Yvan Noé, Théâtre Michel
- 1933 : Les Femmes savantes de Molière, Théâtre Antoine
- 1933 : Le Paradis perdu de Paul Gavault, Théâtre de l'Athénée
- 1936 : La Fin du monde de et mise en scène Sacha Guitry, Théâtre de la Madeleine
- 1936 : Le Mot de Cambronne de et mise en scène Sacha Guitry, Théâtre de la Madeleine
- 1937 : Quadrille de Sacha Guitry, Théâtre de la Madeleine
- 1938 : Un monde fou de et mise en scène Sacha Guitry, Théâtre de la Madeleine
- 1938 : Le Comédien de Sacha Guitry, Théâtre de la Madeleine
- 1947 : Couleurs du temps de Paul Colline et Jean Rieux, mise en scène Jacques-Henri Duval, Théâtre des Bouffes-Parisiens
- 1948 : Aux deux colombes de Sacha Guitry, Théâtre des Variétés
- 1949 : Tu m'as sauvé la vie de Sacha Guitry, mise en scène de l'auteur, Théâtre des Variétés
- 1951 : Les Vignes du Seigneur de Robert de Flers et Francis de Croisset, mise en scène Pierre Dux, Théâtre de Paris
- 1957 : L'École des cocottes de Paul Armont et Marcel Gerbidon, mise en scène Jacques Charon, Théâtre Hébertot
- 1963 : Des enfants de cœur de François Campaux, mise en scène Christian-Gérard, Théâtre Michel
- 1965 : Des enfants de cœur de François Campaux, mise en scène Christian-Gérard, Théâtre des Arts
- 1971 : La Voyante d'André Roussin, mise en scène André Roussin, Théâtre Marigny
- 1972 : Madame Pauline comédie musicale de Darry Cowl d'après La Maison de Zaza de Gaby Bruyère, mise en scène Darry Cowl, Théâtre des Variétés

## Publications
- Les Théâtres de Carton, Librairie académique Perrin, 1938 ; réédition J'ai lu, 1947
- Histoires de cinéma, Éditions du Scorpion, 1958